# Dustin Thomason
Dustin Thomason (1976) è uno scrittore statunitense.
È il coautore del romanzo del 2004 Il codice del quattro, e l'autore de La quarta apocalisse. Thomason è tra i creatori delle serie di Hulu Castle Rock e dell'ABC The Evidence. È stato inoltre il produttore esecutivo di numerose serie televisive, tra le quali Lie to Me e Manhattan.
Il codice del quattro (The Rule of Four) raggiunse la vetta della lista dei best seller del New York Times, dove rimase per sei mesi. Il libro fu il libro più venduto dell'anno negli Stati Uniti  e in paesi esteri, ed è stato tradotto in oltre venticinque lingue. Ha venduto più di quattro milioni di copie in tutto il mondo, ed è stato il romanzo d'esordio di maggior successo di tutto il decennio. Il secondo romanzo di Thomason, 12.21 (sulle profezie della fine del mondo nel 2012) è stato pubblicato in più di venti lingue nell'agosto 2012 (in Italia col titolo La quarta apocalisse) e si è rivelato un altro best seller.
Dustin frequentò la Thomas Jefferson High School for Science and Technology della Contea di Fairfax in Virginia, poi proseguì la sua formazione studiando antropologia all'Università Harvard; ha poi ottenuto un Master in business administration all'Università Columbia. Attualmente vive e lavora a Los Angeles.